# André Corvisier
André Louis Corvisier (* 18. September 1918 in Chartres, Eure-et-Loir; † 5. Juni 2014 in Illiers-l’Évêque, Eure) war ein französischer Historiker. Er war Professor der Universität Paris IV (Université Paris-Sorbonne) und Ehrenpräsident der Internationalen Kommission für Militärgeschichte. Er gilt als „Doyen“ (auch „Nestor“) der neueren, sozialgeschichtlich orientierten, französischen Militärgeschichtsforschung.

## Leben
Als Sohn eines einfachen Eisenbahners besuchte Corvisier das Lycée Marceau in Chartres, südwestlich von Paris. Um sich das Geschichts- und Geografiestudium zu finanzieren, arbeitete er als Wachmann. Nach dem Abschluss wurde er zunächst Hilfs- und ab 1942 regulärer Lehrer an Lycées in Béthune, Lens und schließlich seiner Heimatstadt Chartes. 1946 bestand Corvisier die Agrégation (Staatsprüfung für das höhere Lehramt mit Verbeamtung auf Lebenszeit). Ab 1956 lehrte er am Pariser Lycée Henri IV, 1959 wurde er wissenschaftlicher Assistent an der Universität Paris (Sorbonne). Parallel zur Lehrtätigkeit arbeitete er 13 Jahre lang an seiner thèse d’État (entspricht etwa einer Habilitation) über die französische Armee und Soldaten während der Regierungszeit des Herzogs von Choiseul im späten 18. Jahrhundert, die er 1964 abschloss und an der Sorbonne verteidigte. Diese Arbeit gilt als grundlegend für eine Generation französischer Militärhistoriker und eine neue Art, Militärgeschichte zu schreiben.
Corvisier wechselte 1966 als Maître-assistant an die wiedergegründete Universität Nantes. Zwei Jahre später wurde er als Professor an die Universität Rouen berufen, wo er zehn Jahre lehrte. Zusätzlich unterrichtete er Anfang der 1970er-Jahre auch angehende Geschichts- und Geographielehrer an der École normale supérieure de l’enseignement technique in Cachan. Mitte der 1970er-Jahre nahm er Gastprofessuren an den Universitäten Montréal und Lausanne wahr. 1978 folgte Corvisier einem Ruf an die Universität Paris IV (Université Paris-Sorbonne). Zudem war er Mitglied des Centre Roland Mousnier am Centre national de la recherche scientifique. Er stand in engem Austausch mit seinen Historikerkollegen Roland Mousnier, Jean Meyer, Pierre Chaunu und Yves Durand. Corvisiers Forschungsseminar über die Beziehungen zwischen Armee und Gesellschaft galt als ein Laboratorium der französischen und europäischen Militärgeschichte. Zu seinen Schülern in Paris gehörte auch der deutsche Militärhistoriker Bernhard R. Kroener, der wissenschaftlich stark von ihm beeinflusst wurde. Nach seiner Emeritierung 1984 lehrte Corvisier noch vier weitere Jahre an der Universität.
Von 1970 bis 1975 war er Präsident des Comité Français des Sciences Historiques. Er war von 1975 bis 1980 Vizepräsident und von 1980 bis 1990 Präsident der Commission Internationale d’Histoire Militaire (International Commission of Military History, ICMH). Danach wurde er deren Ehrenpräsident. Für 2017 lobte die ICMH einen André Corvisier Prize für Dissertationen in Militärgeschichte aus.
Corvisier war auch Dozent an der technischen Militärschule École du génie (EG) in Angers (bis 1990) und Oberst der Reserve bei den Pionieren des französischen Heeres (bis 1990).
Er starb im Alter von 95 Jahren in einem Altersheim in Illiers-l’Évêque im Département Eure und hinterließ seine Ehefrau, Kinder und Enkelkinder.

## Wirken
Corvisier gilt neben dem jüngeren Jean-Paul Bertaud als wichtigster sozialgeschichtlich orientierter Militärhistoriker in Frankreich.
Sein bedeutendster Forschungsbeitrag innerhalb der Militärgeschichte liegt im Ancien Régime. Er legte u. a. eine viel beachtete Biografie (1983) zum französischen Kriegsminister François Michel Le Tellier de Louvois, der unter König Ludwig XIV. amtierte, sowie die Reihe Histoire militaire de la France vor. Bei seinen Untersuchungen aus den 1970er und 1980er Jahren zur Sozialgeschichte des französischen Militärs beschäftigte er sich als erster mit der Garnison und deren Bedeutung für die städtisch-ökonomische Entwicklung. Er prägte den Begriff der „militärischen Gesellschaft“ (französisch: société militaire). Er verwies auch darauf, dass die Präsenz von Soldatenfamilien das Militär im 18. Jahrhundert zu einer wirklichen Gesellschaft machte.
Corvisier wandte sich in den 1980er Jahren als einer der ersten französischen Wissenschaftler verstärkt der historischen Clausewitz-Forschung zu. Außerdem veröffentlichte er u. a. das Standardwerk A Dictionary of Military History (and the Art of War) (gemeinsam mit John Childs; französische Ausgabe, 1988) und eine relevante Studie (1997) zur Schlacht bei Malplaquet.
Die Internationale Kommission für Militärgeschichte vergibt jährlich den André-Corvisier-Preis für die jahrgangsbeste Dissertationen zur Militärgeschichte.

## Auszeichnungen
- 1983: Prix Broquette-Gonin der Académie française[19] (für „Louvois“)
- Ritter der Ehrenlegion[20]

## Schriften (Auswahl)
- L'armée française de la fin du XVIIe siècle au ministère de Choiseul. Le soldat. Presses Universitaires de France, Paris 1964.
- Précis d'histoire moderne. Presses Universitaires de France, Paris 1971.
- Armies and Societies in Europe, 1494–1789. Indiana University Press, Bloomington 1979, ISBN 0-253-12985-0. (französische Ausgabe, 1976)
- Louvois. A. Fayard, Paris 1983, ISBN 2-213-01217-2.
- Les hommes, la guerre et la mort. Economica, Paris 1985, ISBN 2-717-80968-6.
- Les hussards et la France. Complexe, Brüssel u. a. 1993, ISBN 2-870-27500-5.
- mit John Childs (Hrsg.): A Dictionary of Military History and the Art of War. Blackwell, Oxford 1994, ISBN 0-631-16848-6. (französische Ausgabe, 1988)
- La bataille de Malplaquet 1709. L'effondrement de la France évité. Economica, Paris 1997, ISBN 2-7178-6445-8.
- mit Hervé Coutau-Bégarie: La guerre. Essais historiques. Perrin, Paris 2005, ISBN 2-262-02333-6.
- Les saints militaires (= Bibliothèque d'histoire moderne et contemporaine). H. Champion, Paris 2006, ISBN 978-2-7453-1328-7.